# آدم بکری

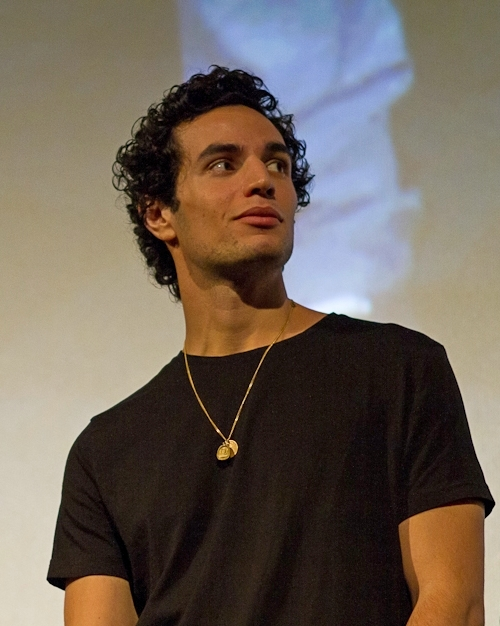
آدم بکری - ۲۰۱۳

آدم بکری یک بازیگر عرب فلسطینی است که بیشتر برای بازی در فیلم عمر ، اسلم و اسرار رسمی شناخته شده است.
فیلم عمر، در هشتاد و ششمین دوره جشنواره فیلم اسکار نامزد دریافت جایزه بهترین فیلم غیرانگلیسی زبان شد.
آدم عضو یک خانواده سینمادوست است، پدرش محمد بکری و برادرانش صالح بکری و زیاد بکری هم اهل سینما هستند.
او پس از دریافت مدرک لیسانس در رشتهٔ ادبیات انگلیسی و تئاتر در دانشگاه تل آویو آموختن بازیگری را با موسسه فیلم و تئاتر لی استراسبرگ در نیویورک آغاز کرد که اندکی پس از پایان آن در فیلم عمر نقش آفرینی کرد.
در سال ۲۰۱۴ اعلام شد که او قرار است نقش اصلی را در فیلم علی و نینو به کارگردانی عاصف کاپادیا بازی کند.